# DB Regio
DB Regio AG – niemiecki przewoźnik kolejowy wchodzący w skład koncernu Deutsche Bahn, zajmujący się regionalnymi przewozami kolejowymi.
70% obrotów DB Regio pochodzi z płatności dokonywanych przez kraje związkowe za świadczenie usług publicznych, 29% ze sprzedaży biletów, a 1% stanowią dochody różne.

## Przypisy

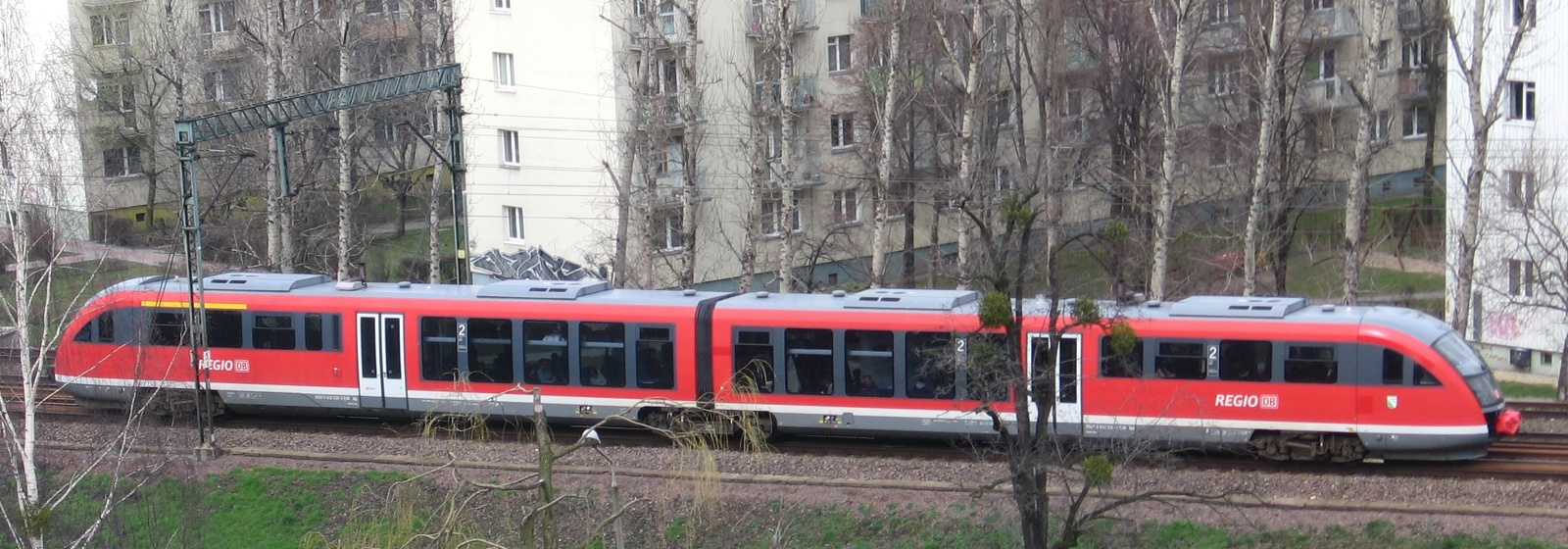
Pociąg DB Regio we Wrocławiu

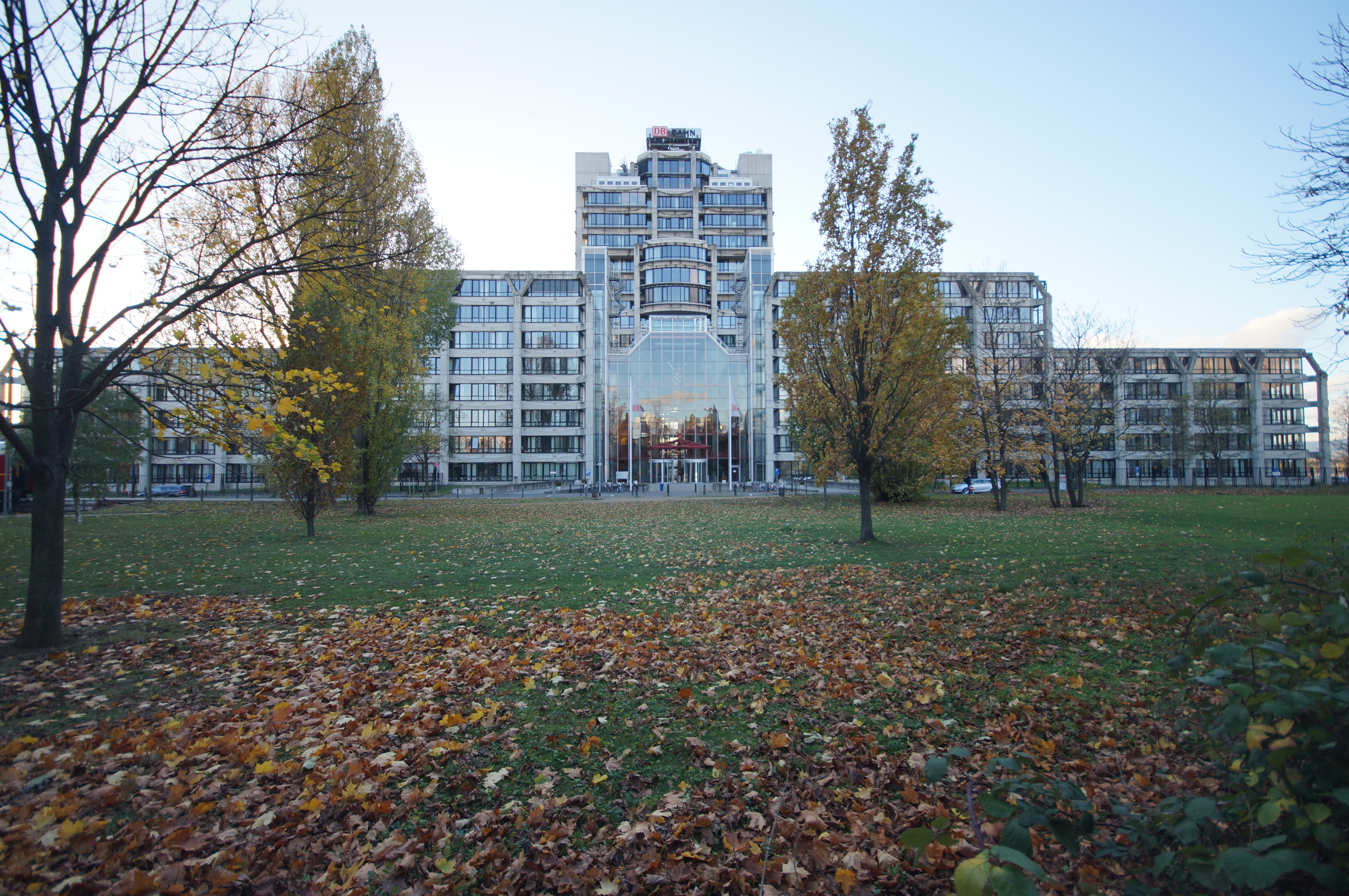
Siedziba DB Regio we Frankfurcie nad Menem

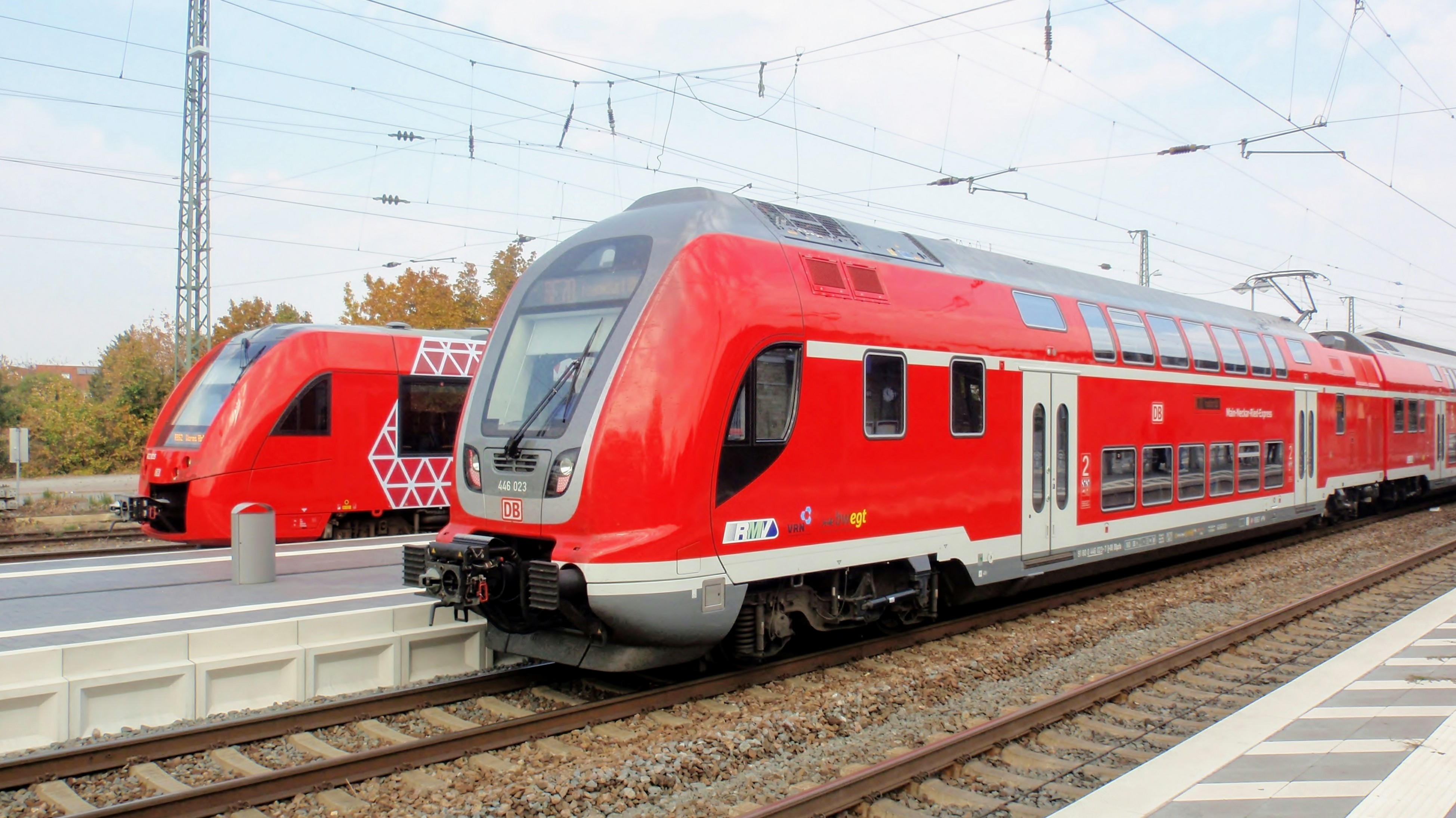
Pociąg piętrowy Bombardier Twindexx należący do DB Regio